# Sextett
Ein Sextett (von lateinisch sextus: „sechster“) ist in der Musik eine Gruppe von sechs Ausführenden oder ein Musikstück für eine solche Gruppe.
Im Gesang, speziell der Oper, wird die Bezeichnung „Sextett“ für eine Ensembleszene mit sechs Gesangssolisten verwendet (Beispiel: Finale des 1. und des 2. Aktes in Don Giovanni von Mozart).
In der Instrumentalmusik sind Sextette hauptsächlich durch Kompositionen für sechs Streichinstrumente vertreten. Bekannte Streichsextette stammen etwa von Brahms, Dvořák, Reger, Tschaikowsky, Martinů oder Schönberg.
Beethoven komponierte ein durch zwei Hörner zum Sextett erweitertes Streichquartett, ferner ein Sextett für 2 Klarinetten, 2 Hörner und 2 Fagotte. Bläsersextette in unterschiedlicher Besetzung stammen weiterhin etwa von Janáček oder Reinecke. Zu den Komponisten von Klaviersextetten (bestehend aus Streichquintett mit Klavier) zählen unter anderem Mendelssohn und Weingartner. Sextette für Klavier und Bläserquintett (meist Holzbläserquintett) – erstmals 1852 bei Louise Farrenc – stammen beispielsweise von Thuille, Poulenc oder Martinů. Pfitzner komponierte ein Werk in gemischter Besetzung für Klavier, Klarinette und Streicher.
Im Jazz bezeichnet Sextett eine Gruppe von sechs Spielern, üblicherweise mit Schlagzeug, Kontrabass oder E-Bass, Klavier und verschiedenen Kombinationen der folgenden Instrumente: Gitarre, Trompete, Saxophon, Klarinette und Posaune.